# Nicolae Toma
Nicolae Toma (n. 1874, Tărlungeni – d. 1943, Brașov) a fost un delegat în Marea Adunare Națională de la Alba Iulia, organismul legislativ reprezentativ al „tuturor românilor din Transilvania, Banat și Țara Ungurească”, cel care a adoptat hotărârea privind Unirea Transilvaniei cu România, la 1 decembrie 1918.

## Biografie
Nicolae Toma, s-a născut în comuna Tărlungeni jud. Brașov în 1874. Inițial a fost secretar al Bisericii timp de 3 ani apoi devine prim Epitrop al Bisericii pe 5 ani. Iar pentru o perioadă de 30 de ani a fost președintele Junilor Brașovului. A învățat meseria în București. A decedat la data de 19 noiembrie 1943 Brașov.

## Activitatea politică
A luat parte la Marea Adunare Națională de la Alba Iulia cu circumscripția 3 a bisericii Sf. Adormiri din Brașov.